# ローカス賞
ローカス賞（ローカスしょう、Locus Award）は、英語圏におけるSF・ファンタジー作品を対象とした文学賞である。
アメリカの老舗月刊セミプロSF情報誌『ローカス』(Locus) が主催する賞。1971年に第1回が行なわれて以来、毎年継続している。前暦年に出版された作品を対象として『ローカス』誌が作成したリコメンドリストを参考に、一般投票により各部門の受賞作が決定される。2005年以降は、受賞作発表前に獲得ポイント上位5作品または10作品をファイナリストとして公開している。かつては『ローカス』読者のみに投票権が限定されていたが、近年は投票権を限定せず、一般投票で決まるようになっている。
この賞が発足したきっかけは、『ローカス』の初代編集者チャーリー・ブラウンが、1971年のヒューゴー賞の時に、投票者数が少ないのに業を煮やして自分の雑誌で新賞を創設するよう呼びかけたことである。ローカス賞は1971年、1970年刊行の作品を対象に始まったが、当初は賞というよりもリストに近く、ヒューゴー賞を予想すること、そしてヒューゴー賞に対する提案やガイダンスとなることを目的としていた。

## 部門
年度は受賞年（刊行の翌年）。
| 現在の部門名                                             | 実施年                 | 対象、備考                                                                                              |
| -------------------------------------------------------- | ---------------------- | --- |
| ローカス賞 SF長編部門 (Science Fiction Novel)            | 1980-                  | 40000語以上。1980年に長編部門を分割して開始                                                             |
| ローカス賞 ファンタジイ長編部門 (Fantasy Novel)          | 1978、1980-            | 40000語以上。1980年に長編部門を分割して開始                                                             |
| ローカス賞 ホラー長編部門 (Horror Novel)                 | 1989-1997、1999、2017- | 40000語以上。「ダークファンタジイ・ホラー長編部門」(Dark Fantasy/Horror Novel）という名称だった年もある |
| ローカス賞 第一長編部門 (First Novel)                    | 1981-                  | 著者の初長編（40000語以上）                                                                             |
| ローカス賞 ヤングアダルト部門 (Young Adult Book)         | 2003-                  | |
| ローカス賞 中長編部門 (Novella)                          | 1973-                  | 17500〜39999語（ノヴェラ）                                                                              |
| ローカス賞 中編部門 (Novelette)                          | 1975-                  | 7500〜17499語（ノヴェレット）                                                                           |
| ローカス賞 短編部門 (Short Story/Short Fiction)          | 1971-                  | 7500語未満                                                                                              |
| ローカス賞 短編集部門 (Collection)                       | 1975-                  | |
| アンソロジー部門 (Anthology)                             | 1976-                  | |
| 雑誌部門 (Magazine/Fanzine/Anthology Series)             | 1971-                  | |
| 出版者部門 (Book Publisher)                              | 1972-                  | |
| 編集者部門 (Best Editor)                                 | 1989-                  | |
| アーティスト部門 (Artist (Professional))                 | 1974-                  | |
| ノンフィクション部門 (Nonfiction/Related/Reference Book) | 1976-                  | |
| アートブック部門 (Art Book)                              | 1979-                  | |

### 過去に存在した部門
以下に示すのは、現在は存在しない部門である。
| 部門名                                                                   | 実施年    | 対象、備考                                               |
| ------------------------------------------------------------------------ | --------- | -------------------------------------------------------- |
| ローカス賞 長編部門 (Novel)                                              | 1971-1979 | 1980年よりSF長編小説部門とファンタジイ長編小説部門に分割 |
| ローカス賞 書き下ろしアンソロジー部門 (Original Anthology)               | 1971-1975 | 1976年よりアンソロジー部門に                             |
| ローカス賞 再録アンソロジー/短編集部門 (Reprint Anthology/Collection)    | 1971-1975 |                                                          |
| ローカス賞 ファンジン部門 (Fanzine)                                      | 1971-1975 | 同人誌                                                   |
| ローカス賞 ファンジン単巻部門 (Fanzine Single Issue)                     | 1971      | 同人誌                                                   |
| ローカス賞 評論家部門 (Critic)                                           | 1974-1977 |                                                          |
| ローカス賞 ファンライター部門 (Fan Writer)                               | 1971-1973 |                                                          |
| ローカス賞 ファン評論家部門 (Fan Critic)                                 | 1971-1973 |                                                          |
| ローカス賞 ハードカバー出版社部門 (Publisher - Hardcover)                | 1975-1976 |                                                          |
| ローカス賞 ペーパーバック出版社部門 (Publisher - Paperback)              | 1975-1976 |                                                          |
| ローカス賞 ペーパーバックカバーアーティスト部門 (Paperback Cover Artist) | 1971-1973 |                                                          |
| ローカス賞 雑誌アーティスト部門 (Magazine Artist)                        | 1972-1973 |                                                          |
| ローカス賞 ファンカートゥニスト部門 (Fan Cartoonist)                     | 1971      |                                                          |
| ローカス賞 コンベンション部門 (Convention)                               | 1972      |                                                          |
| ローカス賞 ウェブサイト部門 (Website)                                    | 2002      |                                                          |